# Flavius Julius Crispus
Flavius Julius Crispus (ca. 305 - 326), ook wel genoemd Flavius Claudius Crispus en Flavius Valerius Crispus, was Romeins Caesar onder zijn vader Constantijn de Grote.
Crispus was de oudste zoon van Constantijn de Grote. Zijn moeder heette Minervinia, met wie Constantijn een relatie had voor zijn huwelijk met Flavia Maxima Fausta. De geboortedatum van Crispus is onbekend, mogelijk was het in 305. Hij is ergens in het oosten van het rijk geboren.
Constantijn benoemde Crispus op 1 maart 317 tot Caesar. Ook was hij driemaal consul. Hij was verantwoordelijk (in naam tenminste) voor Gallia en ondernam in 320 en 323 succesvolle veldtochten tegen de Franken en de Alamannen.
Zijn grootste prestatie was waarschijnlijk toen hij in 324 de vloot van Constantijn aanvoerde in de burgeroorlog tegen Licinius, daarmee zijn vader een zeer grote dienst bewijzend.
Crispus' einde was tragisch, toen in 326 zijn vader hem ter dood veroordeelde. De aanleiding hiervoor is niet helemaal duidelijk. Zosimus en Zonaras, twee latere historici, melden dat Crispus een geheime verhouding of iets dergelijks zou hebben gehad met zijn stiefmoeder Fausta. Dit zou een totaal verzinsel kunnen zijn, niets is zeker wat dit betreft. Wel zeker is dat Constantijn Fausta datzelfde jaar ook ter dood veroordeelde. Crispus moet echter wel iets verschrikkelijks hebben gedaan of ervan verdacht zijn geweest, dat zijn vader hem zo'n zware straf oplegde. Er werd na zijn dood een damnatio memoriae over hem uitgesproken en zijn eer werd nooit hersteld.